# Teresa Saponangelo
Teresa Saponangelo, född  22 oktober 1973 i Taranto, är en italiensk scenskådespelare och filmskådespelare.